# 鈴木健次
鈴木 健次（すずき けんじ、1934年9月5日 - ）は、日本のジャーナリスト・アメリカ学者。大正大学名誉教授。

## 来歴
東京生まれ。父は音楽家の鈴木次男。湘南学園中学校、神奈川県立湘南高等学校、東京大学教養学部卒業。日本放送協会入局、教養番組部副部長、NHKスペシャル番組部主管、家庭番組部担当部長。1990年依願退職、大正大学文学部教授。2005年退任、名誉教授。
ノーベル化学賞受賞者の根岸英一は湘南高校の同級で、義弟にあたる。
森ビル代表取締役社長・会長などを歴任した実業家の森稔は中学・高校・大学の同級生。

## 著書
- 『アメリカを読む 鈴木健次対談集』（河合出版） 1989
- 『作家の透視図 鈴木健次インタビュー集』（メディアパル） 1991

### 共編著・監修
- 『自伝でたどるアメリカン・ドリーム』（亀井俊介共編著、河合出版） 1992
- 『比較文化の新領域 増補改訂版』（編、大正大学出版部） 1997
- 『史料で読むアメリカ文化史』全5巻（亀井俊介共監修、編集代表、東京大学出版会） 2005 - 2006
「第1巻 植民地時代　15世紀末 - 1770年代」（遠藤泰生編）
「第2巻 独立から南北戦争まで　1770年代 - 1850年代」（荒このみ編）
「第3巻 都市産業社会の到来　1860年代 - 1910年代」（佐々木隆,大井浩二編）
「第4巻 アメリカの世紀　1920年代 - 1950年代」（有賀夏紀,能登路雅子編）
「第5巻 アメリカ的価値観の変容　1960年代 - 20世紀末」（古矢旬編）

## 翻訳
- 『アメリカ この巨大さの物語』（アリステア・クック、桜井元雄共訳、日本放送出版協会） 1978、のち改題『アリステア・クックのアメリカ史』（NHKブックス） 1994
- 『アメリカ人』（デスモンド・ウイルコックス編、桜井元雄共訳、日本放送出版協会） 1980
- 『第三の波』（アルビン・トフラー、桜井元雄共訳、日本放送出版協会） 1980
- 『笑顔のファシズム 権力の新しい顔』（バートラム・グロス、吉野壮児共訳、日本放送出版協会） 1984
- 『アメリカ人の日本観 ゆれ動く大衆感情』（シーラ・ジョンソン、サイマル出版会） 1986
- 『鉄鋼産業の崩壊 ベスレヘム・スチールの教訓』（ジョン・ストロマイヤー、サイマル出版会） 1988
- 『地球から来た男』（バズ・オルドリン,マルカム・マコネル、古賀林幸共訳、角川選書） 1992
- 『菊と棘 Time特派員がみた日本』（エドウィン・M・ラインゴールド、伊藤淑子,長田晃共訳、スリーエーネットワーク） 1995